# Eclipse lunar de mayo de 2004
| Eclipse total de luna 4 de mayo de 2004                                                | Eclipse total de luna 4 de mayo de 2004 |
| -------------------------------------------------------------------------------------- | --------------------------------------- |
| Previo                                                                                 | Eclipse \| Eclipse total \| Saros       |
| Posterior                                                                              | Eclipse \| Eclipse total \| Saros       |
| Haifa, Israel                                                                          |                                         |
| La trayectoria de la luna a través de la sombra de la Tierra.                          |                                         |
| Gamma                                                                                  | -0.3132                                 |
| Magnitud                                                                               | 1.3035                                  |
| Saros                                                                                  | 131 (33 de 72)                          |
| Duración (hr:mn:sc)                                                                    |                                         |
| Total                                                                                  | 01:16:20                                |
| Parcial                                                                                | 03:23:56                                |
| Penumbral                                                                              | 05:18:44                                |
| Contactos                                                                              |                                         |
| P1                                                                                     | 17:50:54 UTC                            |
| U1                                                                                     | 18:48:20 UTC                            |
| U2                                                                                     | 19:52:07 UTC                            |
| Máximo                                                                                 | 20:30:17 UTC                            |
| U3                                                                                     | 21:08:27 UTC                            |
| U4                                                                                     | 22:12:15 UTC                            |
| P4                                                                                     | 23:09:37 UTC                            |
| Trayectoria de la Luna a través de la sombra de la Tierra en la constelación de Libra. |                                         |

Este eclipse lunar total tuvo lugar el 4 de mayo de 2004, el primero de los dos eclipses lunares totales en 2004, siendo el segundo el 28 de octubre de 2004.

## Visibilidad
Era visible en la mayor parte de Europa y Asia, el este de África, Océano Índico y el oeste de América del Sur incluyendo el Océano Pacífico. El eclipse fue también visto en el este de Asia antes de la salida del sol y el oeste de América del Sur después de la puesta del sol. Finalmente el eclipse fue visto en Filipinas al amanecer y visible durante la puesta de la luna en el este de Australia.